# Corrente di spostamento
In fisica, la corrente di spostamento è una grandezza fisica che serve a rappresentare la variazione temporale del campo elettrico, introdotta per descrivere la formazione di un campo magnetico in presenza di un campo elettrico variabile nel tempo. Tale grandezza esprime a livello generale il fatto che campi elettrici variabili nel tempo generano campi magnetici, e permette di descrivere completamente il campo elettromagnetico attraverso le equazioni di Maxwell.

## Definizione
Si consideri il vettore induzione elettrica, definito come:
{\displaystyle \mathbf {D} =\varepsilon _{0}\mathbf {E} +\mathbf {P} }
dove {\displaystyle \mathbf {E} } è il campo elettrico e {\displaystyle \mathbf {P} } la polarizzazione elettrica. La densità di corrente di spostamento è definita come la variazione nel tempo del vettore induzione elettrica:
{\displaystyle \mathbf {J} _{s}={\frac {\partial \mathbf {D} }{\partial t}}}
o, equivalentemente:
{\displaystyle \mathbf {J} _{s}=\varepsilon _{0}{\frac {\partial \mathbf {E} }{\partial t}}+{\frac {\partial \mathbf {P} }{\partial t}}}
Dove l'ultimo termine al secondo membro è la densità di corrente di polarizzazione.
La corrente di spostamento che attraversa una data superficie {\displaystyle S} è allora definita nella sua forma più generale come il flusso della densità di corrente di spostamento attraverso tale superficie:
{\displaystyle i_{s}=\int _{\mathbf {S} }\mathbf {J} _{s}\cdot \mathrm {d} \mathbf {S} }
Nel caso del vuoto, essendo la polarizzazione elettrica nulla, la corrente di spostamento assume la forma:
{\displaystyle i_{s}=\varepsilon _{0}\int _{\mathbf {S} }{\frac {\partial \mathbf {E} (t)}{\partial t}}\cdot \mathrm {d} \mathbf {S} }

## La contraddizione nel condensatore a facce piane

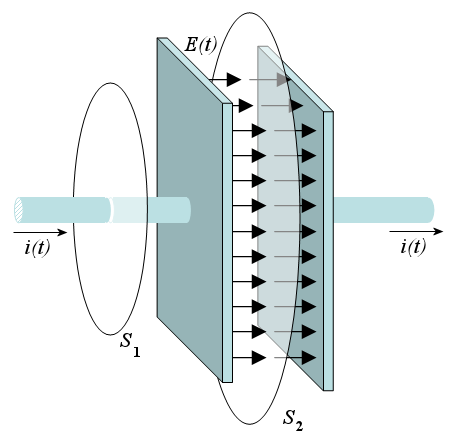
Rappresentazione schematica di un circuito con un condensatore piano attraversato da una corrente variabile. Se non si considera la corrente di spostamento, per la Legge di Caputo-Ampère la circuitazione di lungo la frontiera di vale mentre lungo la frontiera di vale 0, contraddicendo in questo modo l'equazione di continuità.

Si supponga di caricare un condensatore con una corrente {\displaystyle i(t)}. Se si applica la legge di Ampère, ovvero si calcola la circuitazione del campo magnetico lungo un cammino chiuso che delimita la superficie {\displaystyle S_{1}}, la quale racchiude una delle due armature, si ottiene che l'integrale di linea di {\displaystyle \mathbf {B} } lungo la linea {\displaystyle l} che racchiude {\displaystyle S_{1}} fornisce:
{\displaystyle \oint _{l}\mathbf {B} \cdot \mathrm {d} \mathbf {l} =\mu _{0}i}
Se si calcola, invece, la circuitazione del campo magnetico lungo la linea chiusa che delimita una superficie {\displaystyle S_{2}} posta all'interno del condensatore, ma tale da non contenere nessuna delle due armature al suo interno, essa è nulla. Tale risultato viola l'equazione di continuità per la corrente elettrica in circuiti interrotti da condensatori: si tratta di una contraddizione dovuta all'aver trascurato la corrente di spostamento tra le armature del condensatore, all'interno del quale è presente un campo elettrico variabile nel tempo {\displaystyle \mathbf {E} (t)}.
Il flusso del campo elettrico attraverso la superficie {\displaystyle S_{2}} è:
{\displaystyle \Phi (\mathbf {E} )=\int _{\mathbf {S_{2}} }\mathbf {E} \cdot \mathrm {d} \mathbf {S_{2}} }
dove il campo elettrico, nel caso di un condensatore piano, è:
{\displaystyle \mathbf {E} ={\frac {\sigma }{\varepsilon _{0}}}\mathbf {n} }
in cui {\displaystyle \sigma \,} è la densità superficiale di carica sulle armature.
Per il teorema del flusso si ha che:(è il teorema di Gauss applicato ad una superficie chiusa di cui fa parte S2, per esempio un cilindro o tronco di cono con basi S1 ed S2. Poiché il campo attraversa solo S2 si arriva all’equazione seguente))
{\displaystyle Q=\varepsilon _{0}\,\Phi (\mathbf {E} )}
e derivando rispetto al tempo si ottiene la corrente di spostamento:
{\displaystyle i=\varepsilon _{0}{\frac {\partial }{\partial t}}\Phi (\mathbf {E} )=\varepsilon _{0}\int _{\mathbf {S_{2}} }{\frac {\partial \mathbf {E} (t)}{\partial t}}\cdot \mathrm {d} \mathbf {S} }
Nonostante non sia costituita dal moto di cariche elettriche reali, tale corrente permette di soddisfare l'equazione di continuità, dal momento che il flusso della densità di corrente di spostamento è pari alla corrente che alimenta il condensatore.

## Legge di Ampère-Maxwell
Un campo elettrico variabile nel tempo è sperimentalmente sorgente di un campo magnetico, rendendo necessaria una estensione della legge di Ampère. Inserendo la prima legge di Maxwell nell'equazione di continuità si ottiene:
{\displaystyle \nabla \cdot \mathbf {J} +{\frac {\partial \rho }{\partial t}}=\nabla \cdot \left(\mathbf {J} +\varepsilon _{0}{\frac {\partial \mathbf {E} }{\partial t}}\right)=0}
Come già visto, la densità di corrente di spostamento si annulla nel caso stazionario.
Inserendo la densità di corrente generalizzata nella legge di Ampère nel vuoto:
{\displaystyle \mathbf {\nabla \times B} =\mu _{0}\left(\mathbf {J} +\varepsilon _{0}{\frac {\partial \mathbf {E} }{\partial t}}\right)}
si ottiene la legge di Ampère-Maxwell nel vuoto..